# 마수드 알리 모함마디
마수드 알리 모함마디(Massoud Ali-Mohammadi, 페르시아어: مسعود علی‌محمدی, 1959년 8월 24일 ~ 2010년 1월 12일)는 이란의 양자장 이론가이자 소립자 물리학자이자 테헤란 대학교 물리학과의 소립자 물리학 저명한 교수였다. 알리 모함마디는 샤리프공과대학교의 첫 번째 물리학 박사 대학원생이었다. 그는 동료 심사를 받는 학술 저널에 약 53개의 기사와 편지를 게재했으며 J. J. 사쿠라이(J. J. Sakurai)의 개정판인 현대양자역학(Modern Quantum Mechanics)을 포함하여 여러 물리학 교과서를 집필 및 번역했다. 이 교과서는 하미드레자 모쉬페그와 공동으로 영어에서 페르시아어로 번역되었다.
2010년 1월 12일, 알리모함마디는 대학으로 떠나던 중 테헤란에 있는 자신의 집 앞에서 암살당했다. 마지드 자말리 파시(Majid Jamali Fashi)는 살해 혐의로 유죄 판결을 받고 2012년 5월 15일에 처형되었다. 그는 자신이 모사드의 지시에 따라 행동했으며 텔아비브에서 훈련을 받았다고 말했다.

## 같이 보기
- 모센 파크리자데